# Grand Canyon Lodge
Pour les articles homonymes, voir Grand Canyon.
Le Grand Canyon Lodge était un hôtel américain situé dans le comté de Coconino, en Arizona. Construit en 1927 dans le style rustique du National Park Service, ce lodge du parc national du Grand Canyon est inscrit au Registre national des lieux historiques le 2 septembre 1982 et est classé National Historic Landmark le 28 mai 1987.
Le 14 juillet 2025, le Grand Canyon Lodge a été détruit par un incendie ravageant la région.